# PZL-130 Orlik
El PZL-130 Orlik («águila» en polaco) es un avión entrenador militar biplaza turbohélice totalmente acrobático que ha sido desarrollado en Polonia por el fabricante PZL "Warszawa-Okęcie", ahora EADS PZL "Warszawa-Okęcie" S.A., que forma parte del Grupo EADS bajo gestión de EADS-CASA. Se trata de un monoplano de ala baja para entrenamiento básico y avanzado. Actualmente el único operador del aparato es la Fuerza Aérea Polaca, donde 7 de los aviones los emplea el Grupo Acrobático Orlik en sus exhibiciones aéreas.

## Desarrollo
En los años 1970 y 1980 apareció una nueva tendencia por motivos económicos, los aviones de entrenamiento militar con motores a reacción fueron sustituidos por aviones con propulsión a hélice. En Polonia, el señor Andrzej Frydrychiewicz de las Fábricas Nacionales de Aviación (Państwowe Zakłady Lotnicze, PZL) el diseño y desarrollo de su propio avión de ese tipo. El proyecto fue completado en 1981, este nuevo avión recibió la designación PZL-130 y el nombre Orlik ("águila moteada" en polaco).
La primera maqueta fue construida en julio de 1982 y los técnicos de PZL comenzaron a construir los cuatro primeros prototipos. El primero (número 001) fue usado para pruebas de resistencia en el suelo. El número 002 con un motor de combustión interna alternativo ruso Vyedyeneyev M-14Pm con una potencia de 246 kilovatios fue acabado el 3 de septiembre de 1984 y recibió un número de registro civil SP-PCA. Éste despegó por primera vez el 12 de octubre de 1984 a manos del piloto Witold Łukomski. Los prototipos 003 (SP-PCB, primer vuelo en enero de 1985) y 004 (SP-PCC, primer vuelo en diciembre de 1984) fueron mostrados en China y Francia. El número 004 voló a Canadá dónde la compañía Airtech-Canada le instaló un motor diferente, un turbohélice de Pratt & Whitney, una instalación hidráulica y nuevos instrumentos de navegación. Además su tren de aterrizaje fue modificado y se le añadieron puntos de anclaje a las alas para depósitos de combustible externo.

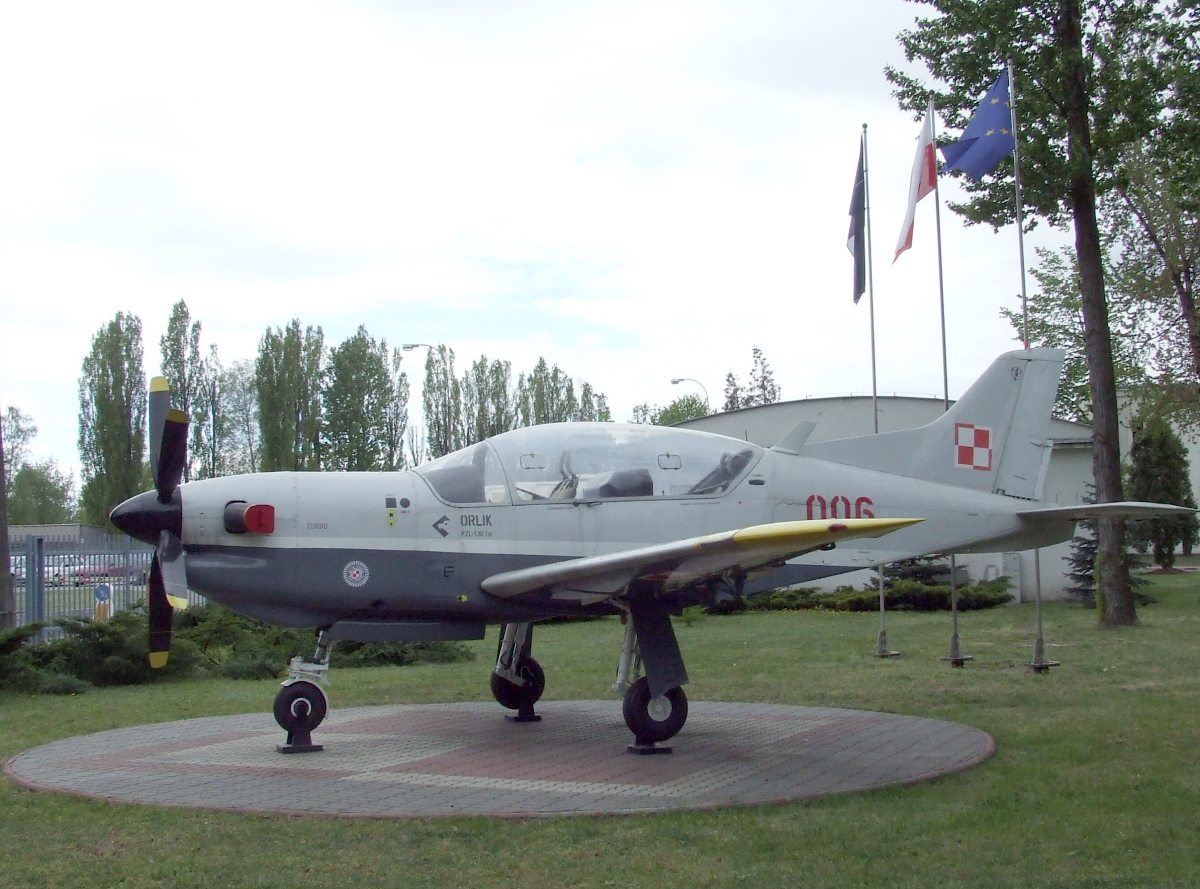
Orlik número 006 con el nuevo motor.

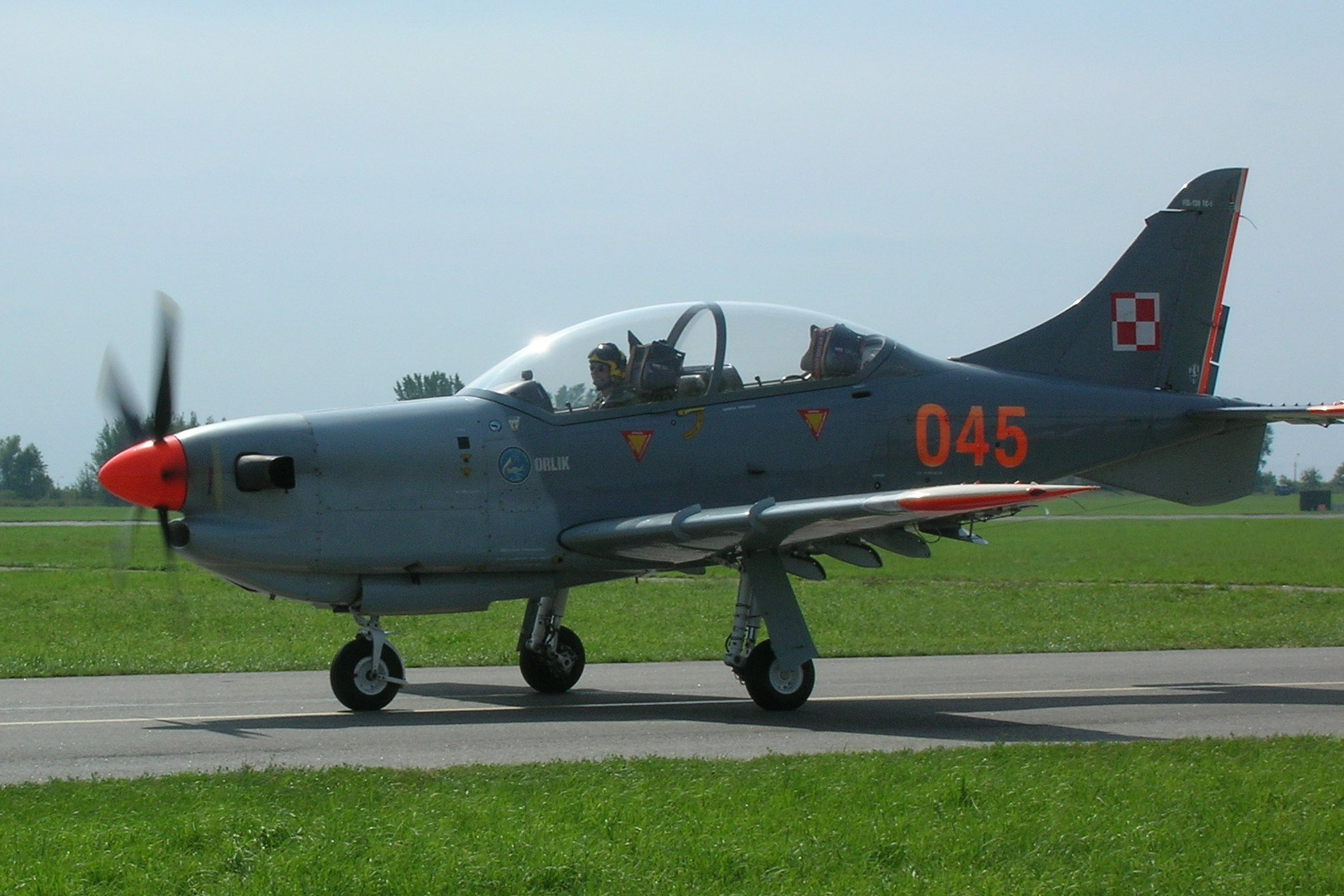
Orlik número 045 de la versión TC-I; fotos mostrando la forma diferente de aviones posteriores.

El número 004 modificado tuvo un número de registro nuevo (SP-RCC) y un nombre nuevo también: PZL-130T Turbo Orlik y realizó su primer vuelo de pruebas el 16 de julio de 1986. En 1987 fue de Canadá a Colombia cuyo gobierno quiso comprar únos 80 aviones de entrenamiento que podrían ser utilizados para maniobras contra guerrillas. Desafortunadamente, un error de piloto causó un accidente en que murió Bogdan Wolski (el piloto, propietario de Airtech-Canada) y un oficial de la Fuerza Aérea de Colombia.
Cuando en Canadá trabajaron sobre la turbina, en Warszawa-Okęcie aviones números 005 (con el motor M-14Pm) y 006 (con el motor K8-AA, la versión polaca del M-14Pm) para la Fuerza Aérea Polaca fueron montados. El número 005 despegó el 19 de febrero de 1988 y el 006 un mes después.
En 1988 las Fuerzas Aéreas decidieron que necesitarían un avión con un motor de turbohélice. PZL eligió el Walter M601E checo con un hélice con cinco aspas, principalmente debido a motivos políticos (Polonia aún era miembro de Pacto de Varsovia; por los mismos motivos Orlik no fue elegido por la República de Sudáfrica). El primer avión con ese motor fue el número 007 que recibió la designación PZL-130TM en verano de 1991. En 1992 números 005 y 006 recibieron el motor de Walter también.
Tras las pruebas llevadas a cabo el 16 de octubre de 1991 a los números 007 y 008, se realizó una lista con las futuras utilidades de la aeronave:
- Entrenamiento básico y avanzado.
- Entrenamiento de pilotaje sin visibilidad.
- Entrenamiento de ataque a blancos aéreos y terrestres.
- Entrenamiento de navegación aérea.
- Acrobacias aéreas.

El primer avión diseñado según estos requisitos fue el número 009 (en la primavera de 1992). Recibió un motor modificado (más potente, de 551 kW, para realizar acrobacias) y unas alas más anchas, además de cambios en flaps, parabrisas, frenos, neumáticos y timones. Se elevó el asiento del copiloto, se añadieron dos puntos de anclaje y depósitos de oxígeno. Los instrumentos de la cabina de vuelo fueron ordenados de una manera similar a esta en el avión de entrenamiento TS-11 Iskra. Este Orlik tiene la designación PZL-130TB. Después, entre octubre de 1992 y octubre de 1993, este Orlik pasó por las últimas pruebas que probaron oficialmente que el avión podía ser usado en las Fuerzas Aéreas a condición de que se instalaran asientos eyectables (siendo elegidos los asientos de Martin Baker del modelo Mk PL11B), una caja negra y algunos otros instrumentos. Esta versión Orlik, ajustada para el entrenamiento de 80 horas de un piloto, recibió finalmente la designación de PZL-130 TC-I.
El 5 de abril de 1991 el Ministerio de Defensa polaco firmó un contrato por el cual adquiría 48 aviones PZL-130 TB. Los primeros tres llegaron a Radom para el 60.º Regimiento Aéreo de Entrenamiento (polaco: 60. Lotniczy Pułk Szkolny). Posteriormente, los aviones de la versión TB fueron modificados a la versión TC-I y entre 1995 y 2001 las Fuerzas Aéreas Polacas tuvieron 30 Orliks de ese tipo.
En los inicios de los años 1990 el Orlik fue criticado por dificultades que creó para pilotos acostumbrados a aviones con motores de reacción (una manera diferente de movimiento de mandos de vuelo) y entonces para pilotos nuevos que no podrían acostumbrarse a ellos, pero la práctica demostró que ese peligro no existe. Modificaciones posteriores (TC-I y siguientes) adicionalmente redujeron ese fenómeno. 

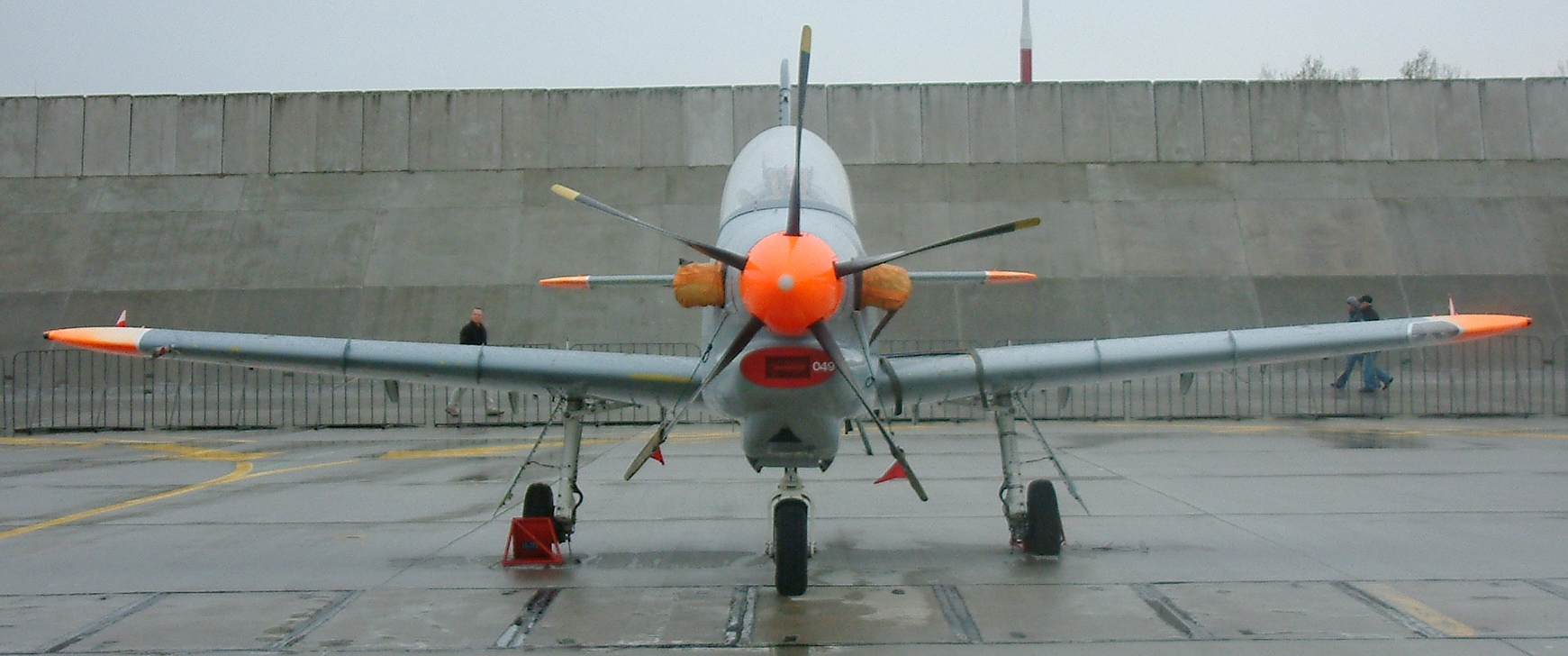
Vista frontal del Orlik número 049.

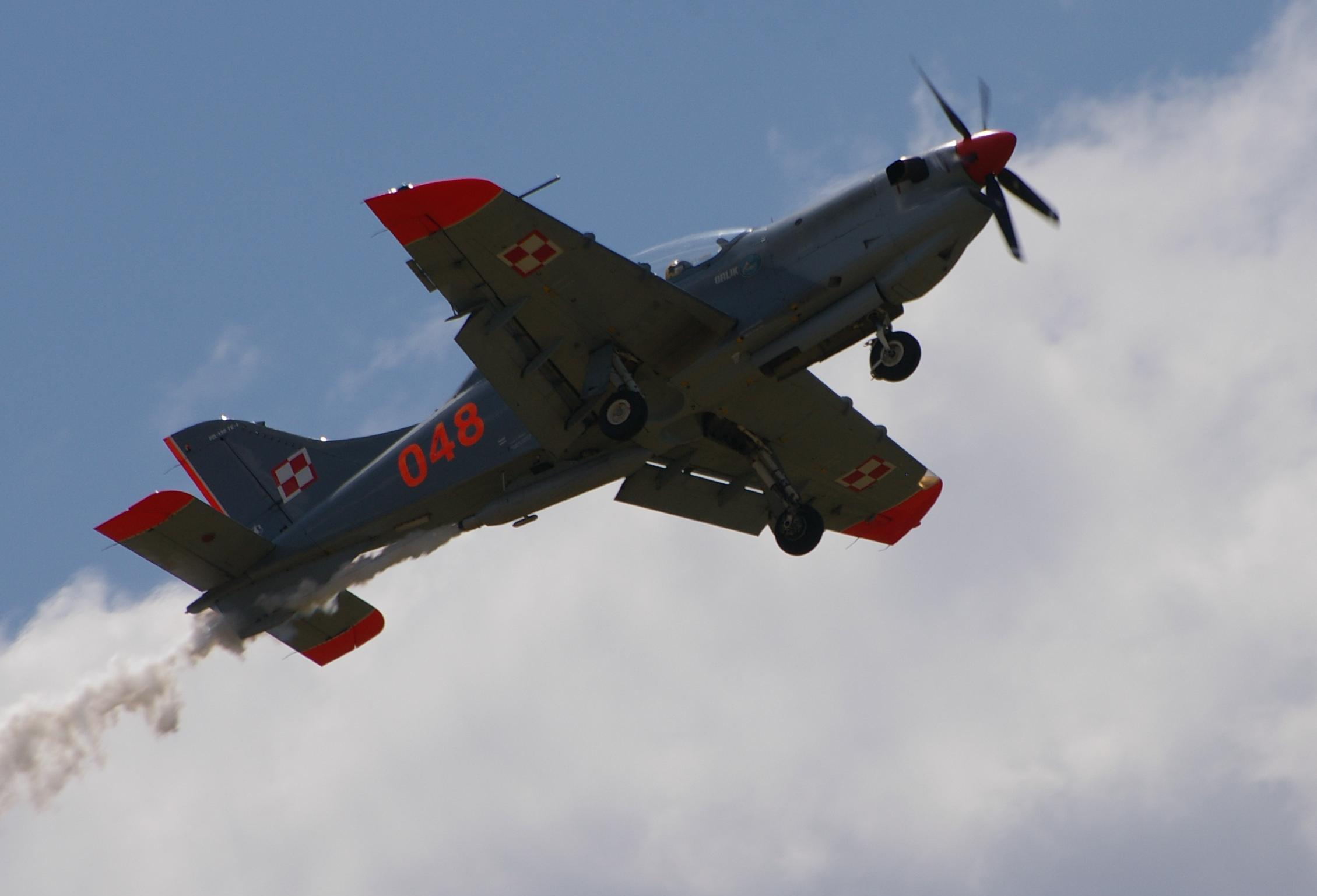
Orlik número 048 con el tren de aterrizaje en extensión.

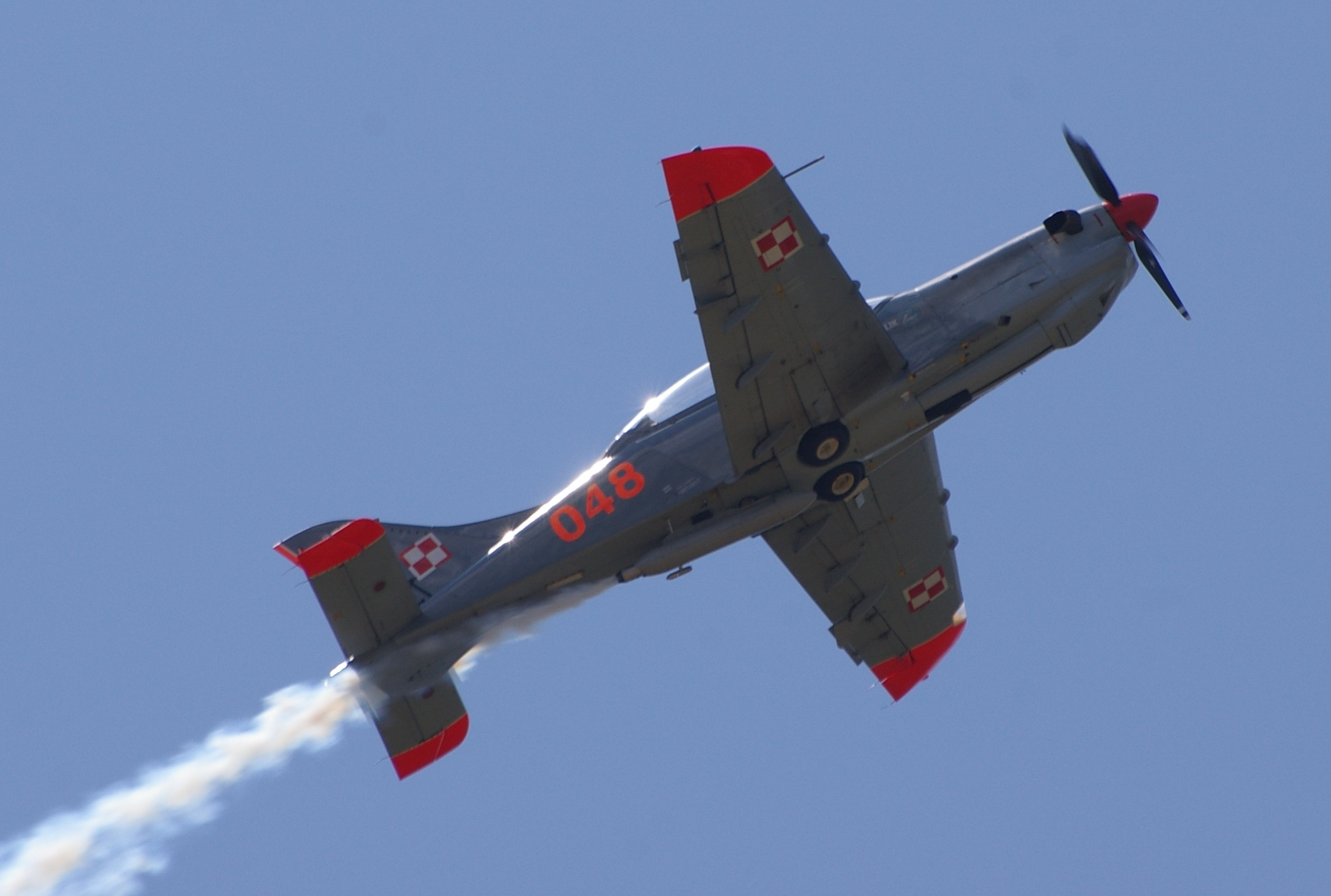
El mismo avión con el tren de aterrizaje en retracción.

Los PZL expusieron un concepto de la nueva versión - el PZL-130 TC-II - en 2000 (en 2001 los PZL "Warszawa-Okęcie" fueron comprados por el EADS, entonces actualmente se llamaron EADS PZL "Warszawa-Okęcie" S.A.). Sus características distintivas incluyen: alas nuevas con winglets y la envergadura de diez metros, un motor Pratt & Whitney Canada PT6A-25C con un hélice de Hartzell con tres aspas (por fin, recibió un hélice con cuatro aspas), una aleta dorsal controlado por un microprocesador de Lear Astronics, un HUD, pantallas de cristal líquido, acondicionamiento de aire, un panel de control de armamento de FN Herstal y otros instrumentos (por ejemplo VOR, TACAN e ILS). De esta manera el avión fue dispuesto para una programa de entrenamiento total (de 200 a 250 horas) y limitados misiones de combate.
Actualmente el programa de entrenamiento de pilotos de las Fuerzas Aéreas Polacas incluye dos partes: en el PZL-130 Orlik y el TS-11 Iskra y es diseñado para preparación a MiG-29 y Su-22, pero no es suficiente para los nuevos aviones polacos - el F-16, que hace un nuevo programa con nuevos aviones de entrenamiento una necesidad. A causa de eso las Fuerzas Aéreas Polacas están buscando un entrenador avanzado para sustituir al Iskra y analizando posibilidades de modificación del Orlik (actualmente tienen 36 aviones) a la versión TC-II. El primer prototipo de esa fue acabado en 2003 (número 047), pero no tuvo una cabina del piloto modificada, entonces no tuvo, por ejemplo, pantallas LCD. Actualmente, las Fuerzas Aéreas tienen dos Orliks de la versión TC-II; según los planes tendrán 28 Orliks, 16 de la versión TC-II y 12 de la versión más moderna TC-III (llamada Glass Cockpit por su cabina modificada equipada con instrumentos digitales que pueden acostumbrar el piloto joven a la cabina de un avión como el F-16) para dos escuadrones del 2º Centro del Entrenamiento Aéreo (2. Ośrodek Szkolenia Lotniczego, anteriormente 60.º Regimiento Aéreo de Entrenamiento) en Radom. Los aviones TC-II probablemente serán acabados en 2010 y los TC-III - en 2012. El coste del programe es aproximadamente 176 millones złotys.
El Orlik no es usado en el extranjero. El intento de vender el Orlik a Colombia no salió bien a causa del accidente, y en el siglo XXI la corporación EADS cesó la publicidad del avión y países como Croacia, Eslovenia y Bulgaria eligieron aviones de Pilatus Aircraft y los países de Sudamérica rechazaron el Orlik a causa del accidente en 1987 en Colombia. Actualmente exportación de PZL-130 es poco probable, pero el fabricante tiene esa posibilidad. Siete de los aviones son además usados por el Grupo Acrobático "Orlik".

## Diseño
El PZL-130 TC-I es un biplaza de entrenamiento con un motor turbohélice Walter M601T, un monoplano de ala baja. Para hacerlo semejante a un avión de reacción, la proporción de la potencia del motor al peso es alta y la proporción superficie alar al peso - baja. Las alas tienen dos vigas y una elevación de 5º. Sus puntos son de un material compuesto de vidrio y epóxido y el punto izquierdo tiene dos faros de aterrizaje. En las alas están alerones, cada adjunto en tres puntos. Entre ellos y el fuselaje están los flaps que balancean a 12º durante el despegue y 30° durante el aterrizaje. Además, las alas son el puesto de instalación de depósitos con la capacidad de 560 litros (2 × 170 + 2 × 110). El carburante en su camino al motor es pasado a un depósito intermedio (capacidad de 8 litros) que permite un vuelo al revés por 30 segundos.

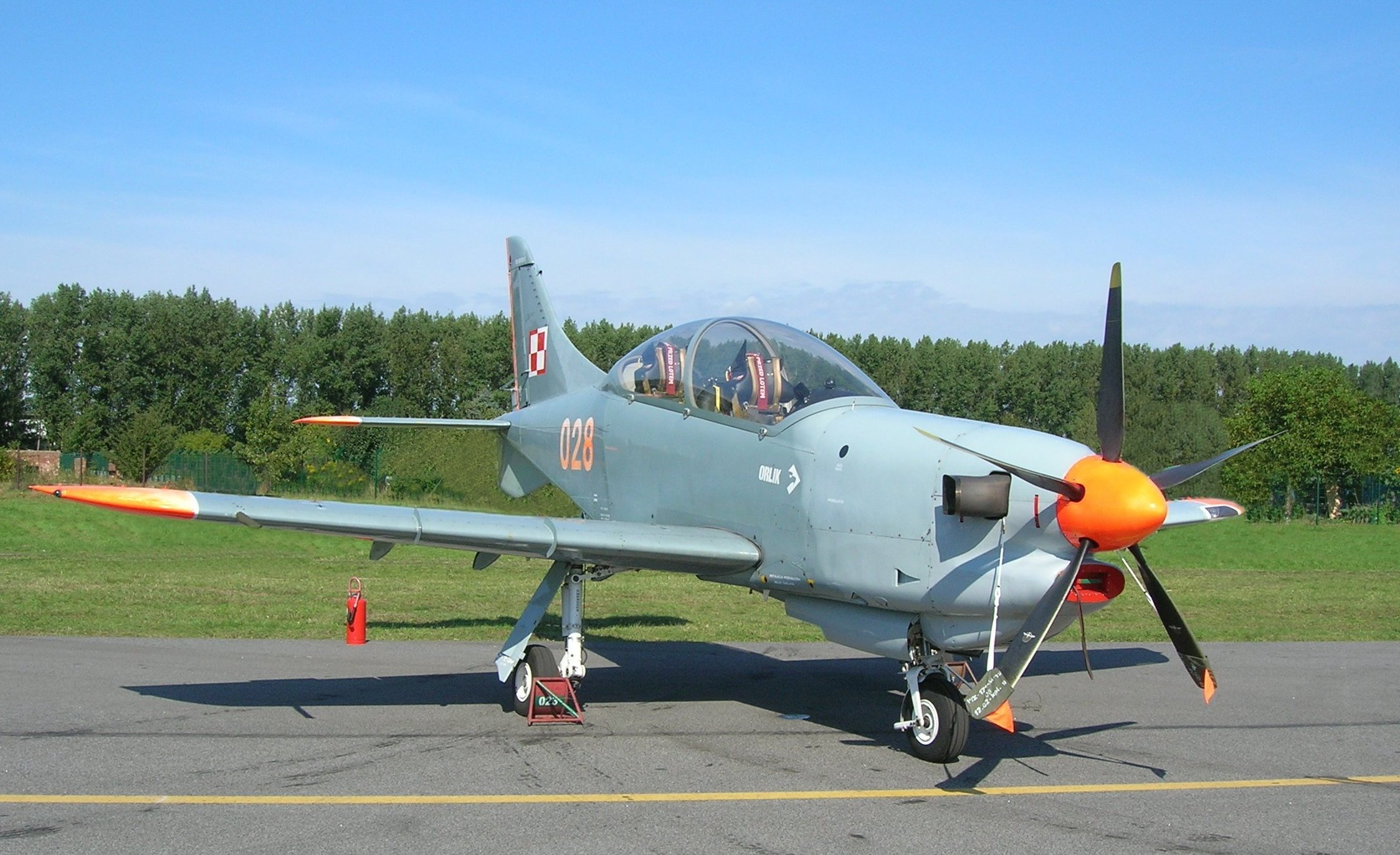
Orlik número 028.

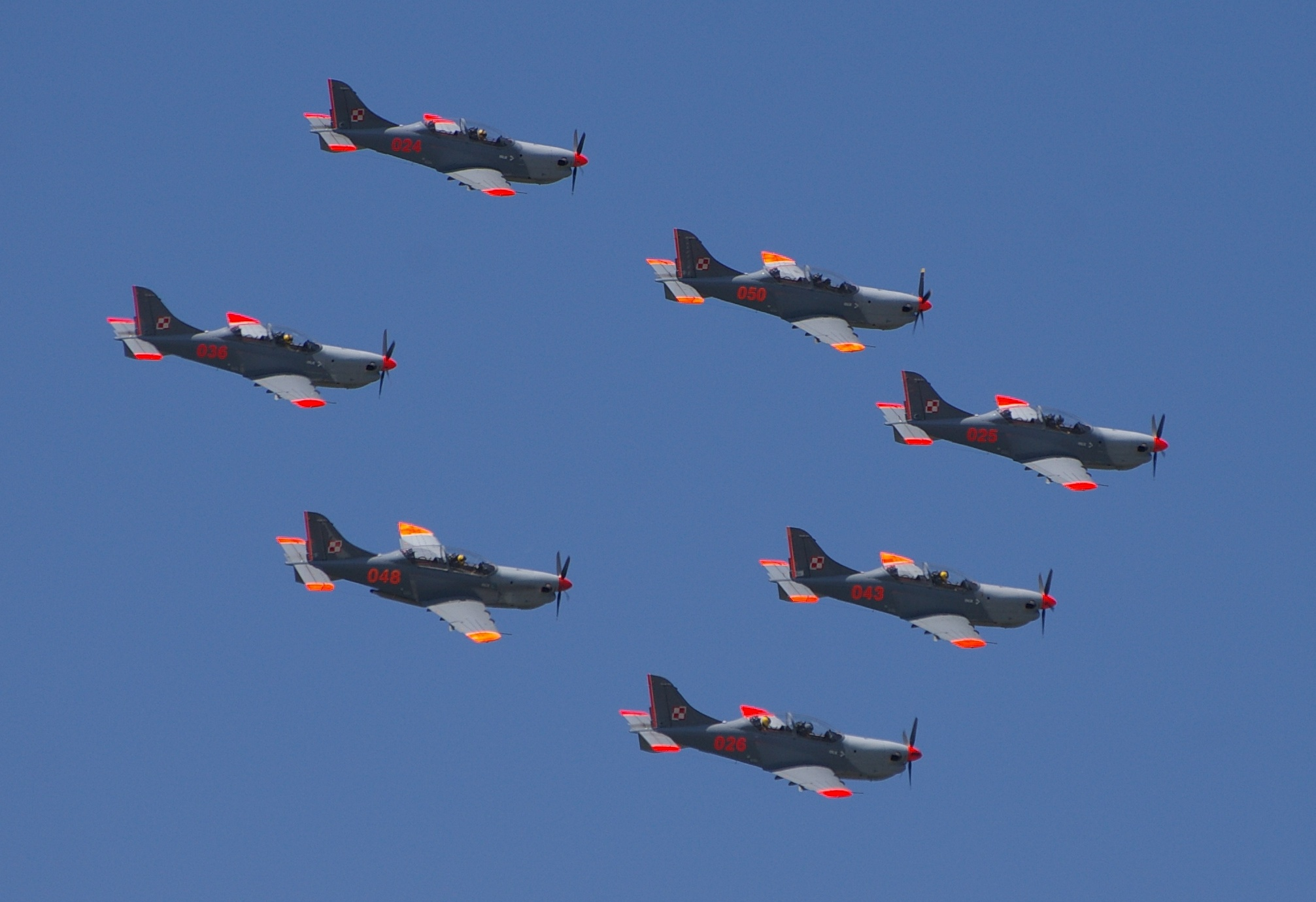
Orliks del Grupo Acrobático Águila durante una exhibición de vuelo.

El empenaje vertical tiene una forma de trapecio y el empenaje horizontal - de rectángulo. Los alerones son movidos por pulsadores, los timones de profundidad - por pulsadores y cordones y los timones de dirección - por cordones solamente. El fuselaje es una construcción semi monocasco remachado y soldado. Su corte transversal tiene una forma de rectángulo abovedado en la parte superior. La entrada de aire al motor es situada debajo del motor, delante del tren de aterrizaje, es equipado con un sistema de deshelar y filtración de polución. El avión tiene también un generador eléctrico con una potencia de 6 kW y tensión 27,5 V y una instalación de aire con tres depósitos de oxígeno, cada con 4 litros de agua y una presión de 12,9 MPa.
El tren de aterrizaje da al avión tres fulcros - un debajo del motor y dos debajo de las alas. Es extendido y cerrado por hidráulicos (presión de 10 a 14 MPa; existe una instalación neumática con nitrógeno como una reserva también), el tren principal tiene frenos de disco. Se usa tres neumáticos de Goodyear con presión de 0,5 MPa en el tren principal y 0,47 MPa en el tren delantero. El motor es controlado por tres palancas en cada cabina situados a la izquierda.
Las cabinas del pilotos son ubicados una detrás de otra, cubiertos con una tapa de material compuesto y separados con un tabique de vidrio orgánico. Los pilotos están sentados en asientos proyectables Martin Baker Mk PL11B. Para proyectarles la tapa de la cabina no es abierta pero rota con partes superiores del asientos. Cada asiento tiene su propio depósito de oxígeno para 10 minutos de uso.

### Tipos de pintura
El primer prototipo que voló (número 002) no estaba pintado de ninguna pintura, salvo las marcas propias del avión, una bandera blanca y roja y el timón de dirección de color naranja. El segundo (número 003) tuvo un camuflaje verde con rayas azules y el tercero fue gris oscuro con marcas blancas y tipos de alas, el timón de dirección y el tapacubos de color naranja. Los números 005 y 006 inicialmente tuvieron el camuflaje militar pero junto con motores de turbohélice recibieron una pintura estándar de otros Orliks. Algunos fueron pintados a color rojizo.
La pintura estándar de los Orliks de las Fuerzas Aéreas Polacas es gris, más vivo en el delante y las partes exteriores de las alas. Los puntos de las alas y timones de profundidad son de color rojo (fueron amarillos). Además todos los aviones tienen la cabeza del águila en un cuadrado oblicuo y el nombre "Orlik" debajo de la cabina.

## Variantes

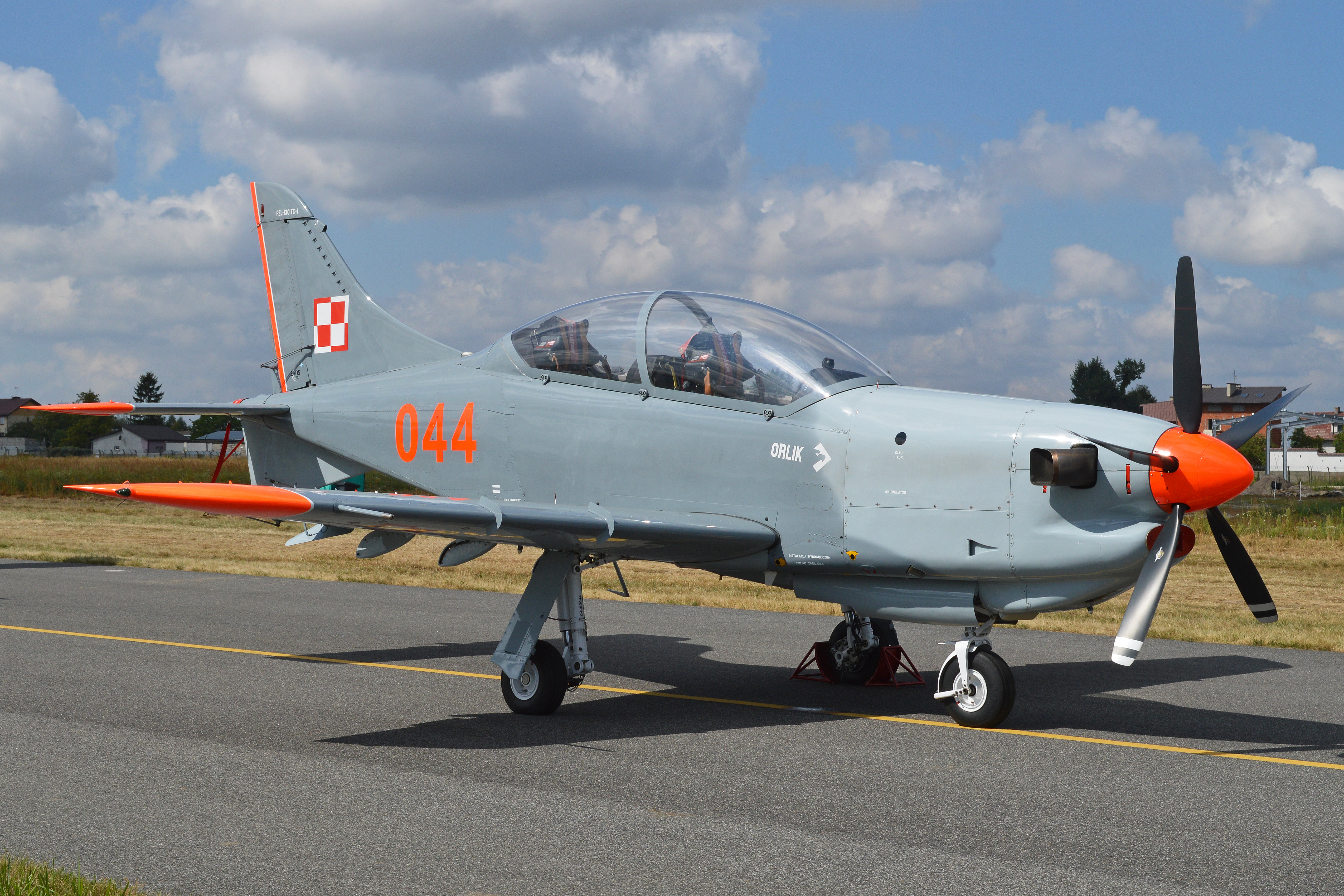
PZL 130 TC-1

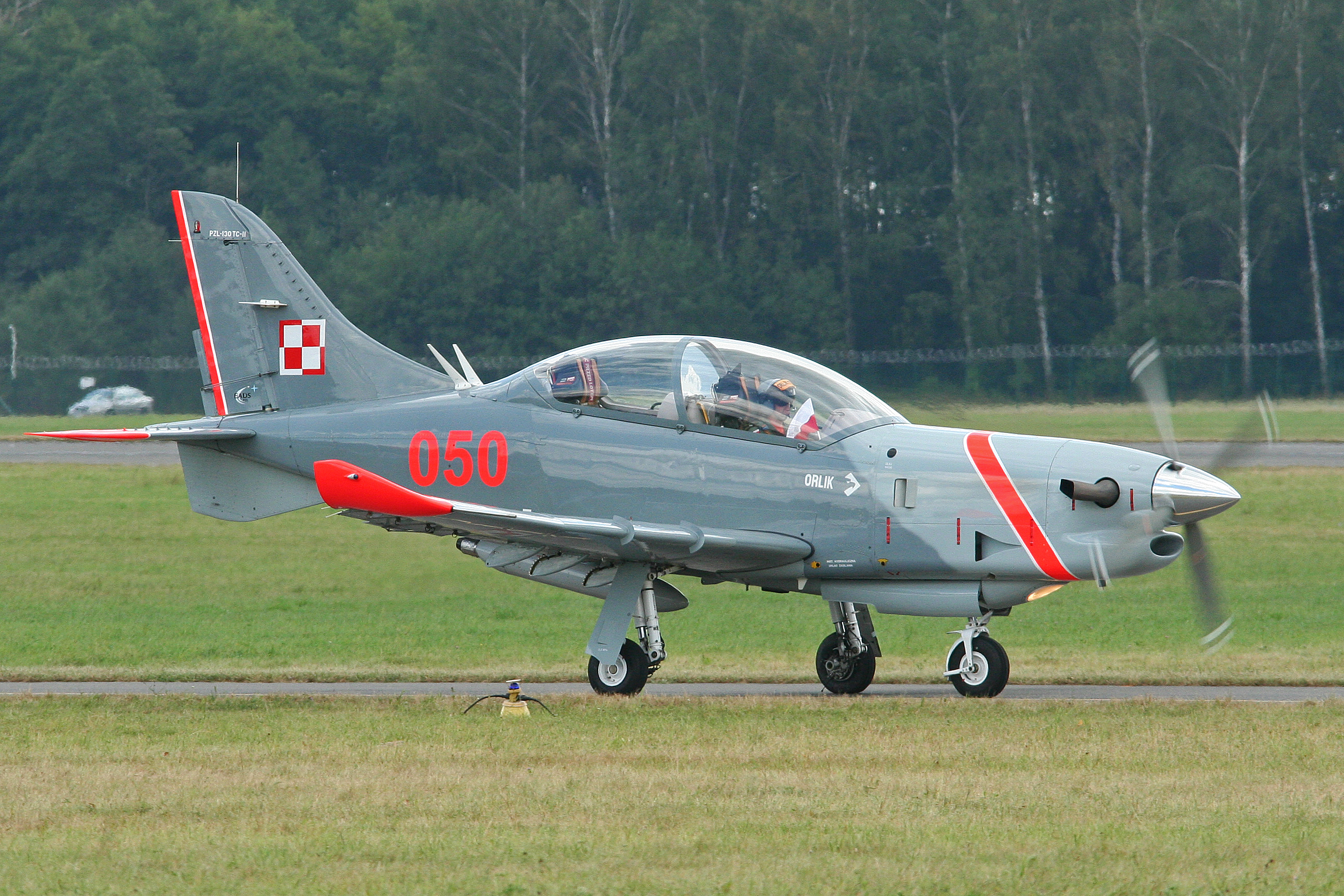
PZL-130 TC-2

PZL-130 Orlik
El modelo original del avión con un motor de pistón Vedeneyev M-14Pm.
PZL-130T Turbo Orlik
Variante con un motor turbohélice Pratt & Whitney Canada PT6A-25P.
PZL-130TM Orlik
Variante con un motor turbohélice Walter M601E.
PZL-130TB Orlik
Variante con un motor turbohélice Walter M601T.
PZL-130TC I Orlik
Variante con asientos eyectables clase 0-0 Martin-Baker Mk.11 añadidos y aviónica modernizada.
PZL-130TC II Orlik
Variante con un turbohélice Pratt & Whitney Canada PT6A-25C, winglets añadidos, aviónica modernizada y cambiada la posición del asiento del tutor.
PZL-130TC III Orlik
Variante con aviónica modernizada, se le ha añadido Head-Up Display.

### PZL-140
El PZL-140 Orlik 2000 es un variante de PZL-130 TC-I para 5-7 pasajeros. El proyecto tiene el motor, tren te aterrizaje, alas, las mandos de vuelo y la parte inferior del fuselaje del PZL-130. El proyecto fue creado con un socio de los Estados Unidos Cadmus Corp.

## Operadores
Polonia
- Fuerza Aérea de la República Polaca

## Especificaciones (PZL-130 TC-II)
Referencia datos: Página de EADS

### Características generales
- Tripulación: 2
- Longitud: 9,00 m
- Envergadura: 9,00 m
- Altura: 3,53 m
- Superficie alar: 13,00 m²
- Peso vacío: 1750 kg
- Peso cargado: 2153 kg
- Peso máximo al despegue: 2700 kg
- Planta motriz: 1× turbohélice Motorlet Walter M601T.
  - Potencia: 490 kW (750 CV)
- Hélices: 1× Avia Praga V510T de paso variable y velocidad constante, cinco palas por motor.

### Rendimiento
- Velocidad máxima operativa (Vno): 450 km/h
- Techo de vuelo:  9800 m

### Desarrollos relacionados
- Grupo Acrobático Orlik

### Aeronaves similares
- Aérospatiale/Socata TB-30 Epsilon
- Socata TB-31 Omega
- Pilatus PC-7
- Pilatus PC-9
- Beechcraft T-6 Texan II
- KAI KT-1
- Fuji T-3
- Fuji T-7
- FAdeA I.A. 73
- Embraer EMB 312 Tucano
- Beechcraft T-34 Mentor
- ENAER T-35 Pillán
- Utva Lasta